# 오야노 다네모토
오야노 다네모토(일본어: 大矢野種基 おおやの たねもと[*], 에이로쿠 10년(1567년) 무렵 ~ 게이초 3년(1598년) 11월)는 아즈치모모야마 시대의 무장이자 기리시탄. 오야노씨 11대 당주. 히고 오야노성주. 아마쿠사 5인방 중 한 명이다. 아버지는 오야노 다네미쓰. 통칭은 '민부쇼후(民部少輔)로 천주교도이다.
히고국 오야노성주로 오야노섬 지역을 지배했고, 무사로 명성 높은 마루메 나가요시가 잠시 몸을 의탁했다고 알려져 있다.

## 약력
오야노씨는 히고 아마쿠사 제도의 국민인 아마쿠사 5인방의 일씨이다.
오야노 다네미쓰(진토호리)의 아들로 태어났다. 우토의 국인 나와 아키타카(名和顕孝)의 딸을 무로 삼는다. 겐고(剣豪)·마루메 나가시게(丸目長恵)가 한때 몸을 의지했다고도 전해진다.
덴쇼 15년(1587년), 무로(室)와 함께 수세했다. 또한 같은 해 아마쿠사 5인방과 함께 도요토미 히데요시의 규슈 평정 때 신종하여 본령을 안도받았다. 도요토미 히데요시의 규슈 평정 때 복속하여 소령을 존속했다. 그러나, 덴쇼 17년(1589년) 시키 쓰네시게를 비롯한 아마쿠사 5인방이 아사쿠라 제도를 중심으로 고니시 유키나가의 우토성(宇土城) 공사에의 노역 명령을 따르지 않고, 난을 일으킨다. 이에 고니시 유키나가, 가토 기요마사 연합군의 공격을 받아 항복한다.
그 후, 고니시 유키나가에게 신종하고 조선에 머물렀고, 임진왜란 때 아들 슈료(種量)와 함께 고니시군으로 종군하였으나 왜교성 전투에서 전사하였다.

## 가신
- 고즈야마시로마모루(合津山城守) - 오야노씨의 일족으로, 다네모토의 친척. 중신(다이칸, 모토야마주). 세례명은 페이투(ペイトロ).
- 아키마모루(安芸守) - 중신 (다이칸, 오야노 스미). 세례명 조안(ジョアン).
- 이와야 다카마사(岩屋高正, 고로)
- 하이시타 나오사다(沛下直貞, 겐하치로)
- 하라다 다네키요(原田種清, 로쿠로)

## 참고 문헌
- 슈텐의 기리시탄 분카소오란(文化綜覧) (아마쿠사 문화 출판사, 1983년, 쓰루타 분시(鶴田文史)/편저)